# Glossopteridales
Die Glossopteridales sind eine Ordnung der ausgestorbenen Pflanzengruppe der Samenfarne. Sie waren im Perm auf dem Südkontinent Gondwana weit verbreitet, besonders die namensgebende Gattung Glossopteris, weshalb diese Pflanzenwelt als Glossopteris-Flora bezeichnet wird. Charakteristisch sind die zungenförmigen Blätter, wovon sich auch der Name ableitet (griechisch glossis „Zunge“, pteris „Farn“).

## Merkmale

### Vegetative Organe
Von Glossopteris wird angenommen, dass sie baumförmig wuchsen. Das Holz von Glossopteris ist pyknoxyl (dichtes Holz mit wenig Parenchym) mit deutlichen Wachstumsringen. Es wird manchmal in die Morphogattung Araucarioxylon gestellt. Hier stehen die Tüpfel der Tracheiden an den Radialwänden in Reihen, manche Tüpfel sind sechseckig. Die Xylemstrahlen sind einreihig. Der Stamm bei Glossopteris skaarensis besitzt eine Eustele, deren Tracheiden runde Hoftüpfel besitzen.

Glossopteris brancai aus dem Perm von Mosambik. Briefmarke mit der Darstellung eines Blattabdrucks auf einer Gesteinsplatte, teilweise ergänzt.

Die unterirdischen Organe reichten nicht sehr tief und werden in die Gattung Vertebraria gestellt. Im Zentrum befindet sich ein exarches primäres Xylem, das von vier bis sieben Strahlen sekundären Holzes umgeben ist, die durch Hohlräume voneinander getrennt sind. Das sekundäre Xylem besitzt Wachstumsringe. Um das sekundäre Holz liegt ein dünnes, verkorktes Periderm. Das primäre Xylem wird von Ring-Tracheiden gebildet, das sekundäre von Tüpfeltracheiden.
Die Blätter waren wechselständig oder in engen Schrauben an den Achsen angeordnet. Vieles deutet darauf hin, dass die Blätter an Lang- und Kurztrieben saßen, ähnlich wie beim Ginkgo. Glossopteris warf im Herbst die Blätter ab. Die meisten Blätter werden einzeln gefunden.
Glossopteris ist die mit Abstand am häufigsten überlieferte Gattung. Die Blätter sind lanzettlich und besitzen eine ausgeprägte Mittelrippe sowie eine Netznervatur. Es wurden über 200 Arten beschrieben. Eine der häufigsten Arten ist Glossopteris browniana, deren Blätter über 30 Zentimeter lang sind und eine runde Spitze besitzen. An Glossopteris fibrosa wurde die Epidermis untersucht: Spaltöffnungen sind auf die Blattunterseite beschränkt und von vier bis acht Begleitzellen umgeben. Manche Arten tragen auf der Unterseite Haare.
Die Blattanatomie konnte nur bei wenigen Arten untersucht werden. Glossopteris schopfii besitzt vier bis fünf Leitbündel in der Mittelrippe. Die Leitbündel sind von einer Bündelscheide aus dickwandigen Faserzellen umgeben. Die Dichte der Spaltöffnungen, die auch hier nur an der Unterseite sitzen, beträgt 40 pro mm². Die Mittelrippe von Glossopteris skaarensis besteht aus einem einzelnen, breiten Leitbündel mit Leiter-Tracheiden, das von einer dünnwandigen Bündelscheide umgeben ist. Bei triassischen Formen sind auch Blattstiele bekannt.
Gangamopteris ist eine Gattung, die hauptsächlich im Unteren Perm vorkam, ihre Blätter besitzen keine deutliche Mittelrippe. Weitere häufige Blattgattungen sind Belemnopteris und Rhabdotaenia, seltener sind Rubidgea, Palaeovittaria und Euryphyllum.

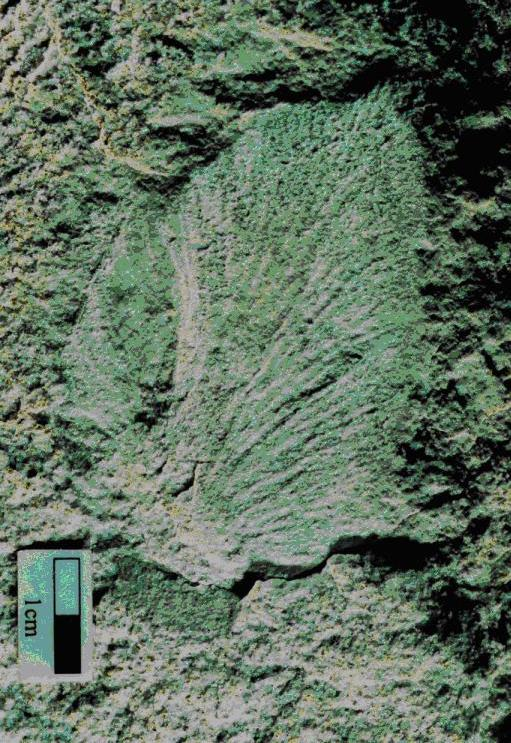
Blattabdruck von Gangamopteris cyclopteroides FEIST, Fundort Kottasberge.

### Reproduktive Organe
Die reproduktiven Organe – Samenanlagen und Pollensäcke – stehen an Laubblättern oder an modifizierten Blättern. Männliche und weibliche Organe stehen stets an getrennten Blättern.

#### Samenanlagen-tragende Organe
Die weiblichen Organe bestehen aus einer dorsiventralen Struktur, auf der die Samen gebildet werden. Diese Struktur wurde unterschiedlich benannt: Capitulum, Megasporophyll, Cupula, Fertiliger. Manche dieser Organe könnten Zapfen gebildet haben.
Die Morphologie der samentragenden Strukturen ist sehr vielfältig im Vergleich zu den vegetativen Strukturen. Einige Beispiele sind:
- Scutum ist eine Morphogattung, deren Samenanlagen-tragende Struktur schildartig ist. Der zentrale Teil, auf dem die Samenanlagen sitzen, ist von einem Flügelrand umgeben. Ottokaria besitzt einen schlanken Stiel mit einem fächerartigen Kopf, an dem adaxial (zur Achse hin) sitzenden Samen. Ob der Stiel aus der Mittelrippe des Blattes oder aus der Blattachsel entspringt, ist nicht gesichert. Austroglossa walkomii trägt bis zu 20 sitzende Samen an jedem gestielten Kopf, die an den Blattstielen von Glossopteris conspicua sitzen.
- Lidgeottia ist eine zusammengesetzte Struktur, bei der vier bis acht samentragende Strukturen (Megasporophylle) an einem Blatt sitzen. Jedes einzelne Megasporophyll ist scheibenförmig und hat einen Durchmesser von rund sieben Millimetern. Der Rand ist gelappt bis gezähnt. Die Samen vom Samaropsis-Typ haben einen Durchmesser von zwei Millimetern und sind geflügelt.
- Bei Rusangea aus Südafrika ragen aus jedem Blatt zwei Stiele, die je nur einen Samen tragen. Rusangea elegans hat rund 2,8 Zentimeter lange Blätter mit ungeflügelten, ovalen Samen von 3,5 Millimetern Größe.
- Denkania besitzt sechs samentragende Cupulae, die jede an einem langen Stiel an einem Glossopteris-Blatt stehen. Jede ist rund einen Zentimeter groß und trägt nur einen Samen.
- Aus dem späten Perm von Queensland sind Megasporophylle von Glossopteris bekannt, die nach oben eingerollt sind. In der so entstehenden Höhlung befinden sich die rund 1,5 mm großen Samenanlagen. Der Hohlraum ist mit Filamenten ausgefüllt, die möglicherweise in der Lenkung der Pollenkörner eine Rolle spielten.

Häufige Samenformen sind Pterygospermum und Stephanostoma.

#### Pollen-produzierende Organe
Pollentragende Organe wurden wesentlich seltener gefunden als samentragende. Eines der häufigsten ist Glossotheca: Es besteht aus Stielchen, die aus dem Blattstiel des Laubblattes entspringen. Am Ende der Stielchen stehen Gruppen von bis zu 100 länglichen Pollensäcken.
Einzelne Pollensäcke, die den Glossopteridales zugeordnet werden, sind Arberiella, Lithangium und Polytheca, deren Sporangien uniloculär sind. Die Pollenkörner in Arberiella besitzen zwei Luftsäcke, sind also bisaccat. Bei Arberiella vulgaris sind sie 85 Mikrometer lang. Bei Lithangium sind die Pollenkörner monolet (besitzen nur eine Narbe), bei Polytheca monocolpat (besitzen eine Keimfurche).

## Ökologie
Die Glossopteridales wuchsen wahrscheinlich vornehmlich auf sumpfigem Gelände. Dies wird aus den luftgefüllten Strukturen der Rhizome geschlossen.
Sie waren an ein stark saisonales Klima angepasst, da sie den ehemaligen Großkontinent Gondwana bis in hohe südliche Breiten besiedelten und deutliche Jahresringe ausbildeten. Dicke Schichten von Einzelblättern lassen auf Laubabwurf schließen.

## Verbreitung

Paläobiogeographische Verbreitungsgebiete von Glossopteris, Cynognathus, Mesosaurus und Lystrosaurus.

Die Glossopteridales waren auf dem gesamten Gondwana-Kontinent verbreitet und werden heute in Australien, Afrika, Südamerika und auf Antarktika gefunden. Sie waren die vegetationsprägende Sippe in diesem Gebiet während des späten Paläozoikum.

## Systematische Stellung
Die Verwandtschaftsbeziehungen der Glossopteridales sind nicht geklärt. Sie besitzen Merkmale mehrerer Gruppen, sind jedoch den Samenfarnen am ähnlichsten, zu denen sie gestellt werden.
Schopf stellte sie in die Nähe der Gnetales und vermutete in den Glossopteridales deren Vorfahren. Kladistische Untersuchungen von Doyle und Donoghue stellten sie in die Nähe der Bedecktsamer.

## Botanische Geschichte
Glossopteris wurde erstmals von Adolphe Brongniart 1828 detailliert beschrieben.
Die Glossopteridales bzw. ihre Vertreter wurden zunächst verschiedenen Gruppen zugeordnet, so den Cycadeen, Samenfarnen, Gnetophyta, Cordaitales und den Bedecktsamern. Erst der Fund von samentragenden Megasporophyllen 1977, die zu bereits bekannten Vertretern gehörten, machten die Einordnung bei den Samenfarnen eindeutig.
Die Verbreitung von Glossopteris war eines der wichtigsten Argumente in der frühen Diskussion um die Theorie der Kontinentalverschiebung und die Existenz eines Südkontinents (Gondwana, nach Eduard Suess).